# Frederic Bartlett
Frederic Charles Bartlett (Stow-on-the-Wold, 20 d'octubre del 1886 – Cambridge, 30 de setembre del 1969) fou un psicòleg britànic i el primer professor de Psicologia Experimental de la Universitat de Cambridge (Anglaterra). Fou un dels impulsors de la psicologia cognitiva i de la psicologia de la cultura. Bartlett considerava que la major part del seu treball en psiclogia cognitiva era alhora un estudi sobre psicologia social. També s'interessà per l'antropologia, la moral científica, la filosofia i la sociologia. Bartlett defugia ser classificat dins dels camps de la psicologia i s'autoanomenava "un psicòleg de Cambridge" perquè en els seus temps d'estudiant no existia l'opció de triar-ne un tipus.

## Biografia
Frederic Bartlett nasqué el 20 d'octubre del 1886 en el si d'una família de classe mitjana del comtat de Gloucestershire, Anglaterra. No tingué una infantesa fàcil, patí pleuresia, fet que l'obligà a restar a casa durant els estudis de secundària. Malgrat ser un jove malaltís, li plaia practicar esports com el golf el tennis i el cricket.
El 1909, Bartlett fou el primer de la seva promoció quan es graduà en Art i Filosofia a través de la universitat a distància (‘’The University Correspondence College’’). Continuà els seus estudis a la Universitat de Londres, on realitzà un màster en ètica i sociologia. Continuant la seva formació al St John's College de Cambridge, Bartlett rebé una distinció en moral científica. Allà conegué a Charles Samuel Myers, director del laboratori de psicologia. El fet d'haver estat malalt durant l'adolescència serví per evitar d'anar al front durant la primera guerra mundial. El 1914 fou nomenat cap del laboratori, quan Myers fou cridat a files com a doctor de campanya.
El treball experimental de Bartlett durant aquest temps se centrà en la percepció d'imatges, cosa que contribuí al seu nomenament de membre destacat el 1917. Poc després que acabés la guerra, Myers deixà el seu lloc de treball a Cambridge i feu una donació al departament de psicologia per finançar conferències. Bartlett esdevingué director del laboratori i conferenciant de psicologia experimental. Més tard obtindria el títol de conferenciant sènior de psicologia.
Morí el 1969 a l'edat de 82.

## Obra

### Psicologia i Cultura Primitiva(1923)
El primer llibre de Bartlett, descrivia un marc per entendre l'activitat humana dins d'un context cultural. A diferència de la seva obra més famosa (Remembering, El record), en aquesta desenvolupà els arguments basat en lectures sobre etnografia. De fet, el que Bartlett tenia pensat en principi era endinsar-se en l'antropologia, però el seu mentor William Rivers l'encoratjà a comançar primer per la psicologia. En aquest llibre explora en concret què passa quan els grups humans entren en contacte i quins fets condicionen l'intercanvi i adopció d'una altra cultura entre grups. Aquesta obra també és famosa per haver argumentat contra la idea exposada per Lucien Lévy-Bruhl sobre la ment primitiva.

### El record(1932)
Bartlett obtingué la càtedra de Psicologia Experimental a Cambridge en publicar el llibre que el faria més famós i pel què obtingué més reconeixement fou Remembering (1932). En aquest llibre explorava el concepte de convencionalització en psicologia. Era un compendi dels seus treballs anteriors, incloent els experiments en què posava a prova l'habilitat per recordar emprant xifres, fotos i històries. Aquesta obra consistia en estudis sobre la memòria, la imaginació i la percepció i “el record estudiat dins la psicologia social”. La seva teoria tenia en compte les condicions socials que influeixen en la memòria, i a més feia comparacions entre el que anomenava "el record lliure" i determinades circumstàncies especials del record. Oferia una profunda anàlisi de l'esquema emprat en la teoria de Bartlett, que ha continuat inspirant els científics que es dediquen a l'estudi de teories sobre l'esquema mental.

### Pensament(1958)
El 1958, Bartlett publicà Thinking: An Experimental and Social Study (El pensament: estudi experimental i social). En aquest llibre diferenciava diferents processos de pensament que fan servir els ésser humans, i els relacionava amb els mètodes emprats en el seu altre llibre sobre la memòria. En aquests experiments, als participants se’ls mostraven històries amb un final obert i se’ls demanava que les acabessin d'una manera realista possible. La conclusió a què arribà és que les històries es completen fins i tot inconscientment i això mostra com els esquemes mentals, que organitzen les experiències viscudes, porten a la construcció i predicció de processos.

## La guerra dels fantasmes
La guerra dels fantasmes és el nom d'un experiment que es descriu en el llibre esmentat anteriorment (Remembering) i és el seu estudi més famós, amb el qual demostrava la natura reconstructiva de la memòria i com el record pot ser influenciat pels esquemes mentals de cada individu. Una memòria és constructiva quan una persona dona la seva opinió sobre el que ha passat a més de recordar el que ha passat, i aquest record va mesclat o es veu influït per vivències anteriors, les coses que sap i les expectatives.
L'experiment consistia a demanar als seus estudiants, que eren anglesos, llegir un conte de la cultura nativa nord-americana titular La guerra dels fantasmes. Després es demanava als participants que recordessin el conte, havent passat un temps, i això repetit diverses vegades. Bartlett trobà que com més llarg era el temps que passava entre la lectura i la narració, els estudiants feien un relat menys acurat i n'oblidaven bona part de la informació. Encara més, quan els elements de la història no encaixaven en l'esquema mental de l'alumne que l'escoltava, eren omesos en el record o transformat en elements més familiars o reconeixibles. El relat recordat per cada estudiant era un reflex de la seva pròpia cultura, en aquest cas el context seria l'anomenada ‘’cultura eduardiana’’. Un exemple d'això seria quan en comptes de ‘’canoes'’ els estudiants deien que en el conte es parlava de ‘’barques'’.

## Aplicacions de la psicologia experimental a la guerra
Després de la publicació de Remembering (1932), Bartlett s'interessà per determinar metodologies més consistents que combinessin la psicologia social i l'antropologia. Bartlett, juntament amb altres col·leagues psicòlegs, antropòlegs i sociòlegs, passà dos anys del 1935 al 1938 treballant en equip. Bartlett va voler aportar els seus coneixements al camp de la defensa militar quan a la Universitat de Cambridge s'establí una unitat d'investigació industrial. Ell i Kenneth Craik foren responsables d'establir el 1944 un Consell de Recerca Mèdica per unificar les investigacions en aquell país, depenent de la Unitat de Psicologia Aplicada. La recerca d'ambdós laboratoris se centrà en satisfer ordres provinents del govern, que tenien a veure amb l'entrenament i els dissenys experimental. Bartlett fou nomenat director de la unitat a la mort de Craik, el 1945. Bartlett amplià el treball de Craik portant-lo cap a un nou camp, l'adquisició l'esquema corporal, probablement per la passió vers els esports que mostrà quan era jove. Amb això aconseguí nombrosos reconeixements des d'institucions angleses i també dels EUA, remarcant la seva aportació a l'explicació de la síntesi adaptativa dels moviments que els humans han creat per adaptar-se a cada nova situació.

## Honors
El 1922, Bartlett fou escollit director del laboratori psicològic de Cambridge i li atorgaren la càtedra de psicologia experimental el 1931. El mateix any que publicà Remembering (1932), fou nominat membre de la ‘’Royal Society’’. El 1944, Bartlett fou director de la Unitat de Recearca de Psicologia Aplicada. Les contribucions de Bartlett durant la segona guerra mundial li van aportar un nomenament de cavaller de Orde de l'Imperi Britànic el 1941 i una medalla de la Royal Society el 1943. Fou nomenat ‘’honoris causa’’ per la Universitat d'Atenes el 1937, la de Princeton el 1947 i la de Londres i la de Lovaina el 1949. El 1948, Bartlett presentà la conferència ‘’La ment treballant i jugant’’ durant les serrades de Nadal de la ‘’Royal Institution of Great Britain’’. Aquell mateix any Bartlett fou distingit per la reialesa en ser nomenat cavaller pels serveis prestats a les Forces Aèries Britàniques, n relació a les aplicacions per l'exèrcit edels seus treballs en psicologia. El 1950, Bartlett guanyà la presidència de la Societat Britànica de Psicologia.
Després de la seva retirada del món laboral el 1951, Bartlett continuà rebent honoris causa de diverses universitats. El 1952, fou distingit amb la Royal Medal i amb el premi Longacre de l'Associació Aeromèdica. Entre el 1952 i el 1963, La Societat Nacional de Psicologia Espanyola, la de Suècia, la d'Itàlia, la de Turquia i la de Suïssa el nomenaren membre honorífic. Fou reconegut per la Societat Internacional de Psicologia Experimental el 1958 i l'Acadèmia Nacional de la Ciència de Nord-amèrica i l'Acadèmia Nord-americana d'Art el nomenaren membre associat el 1959.